# 圣神圣殿主教座堂

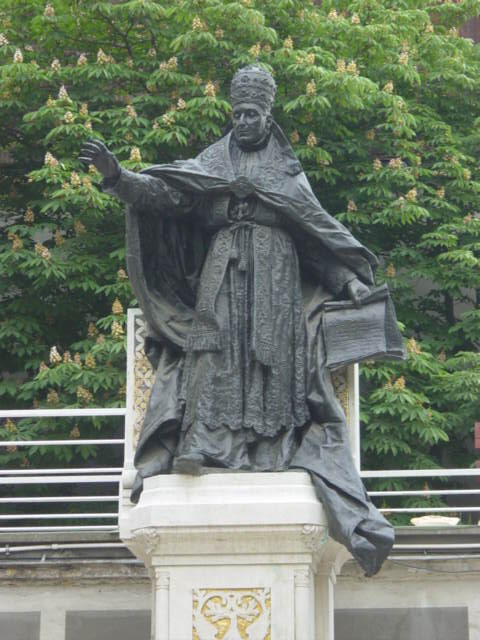
本笃十五世像

圣神主教座堂（土耳其语：Saint Esprit Kilisesi，意大利语：Cattedrale di Santo Spirito）是土耳其伊斯坦布尔第二大罗马天主教教堂，仅次于贝伊奥卢区独立大街的帕多瓦的圣安多尼主教座堂。它位于哈比耶区共和大街205/B，介于塔克西姆广场和尼尚坦石之间。
这座教堂为巴洛克风格，建于1846年，建筑师是瑞士意大利人朱塞佩·福萨蒂和他的同事朱利安·伊勒罗。
保禄六世、若望保禄二世和本笃十六世等几位教宗在访问土耳其时都曾前往圣神主教座堂。
教宗本笃十五世雕像矗立在教堂的院子里。
奥斯曼帝国苏丹马哈茂德二世的宫廷音乐家朱塞佩·多尼泽蒂安葬在教堂的拱顶。